# Acarodynerus legatus
Acarodynerus legatus är en stekelart som beskrevs av Giordani Soika 1977. Acarodynerus legatus ingår i släktet Acarodynerus och familjen Eumenidae. Inga underarter finns listade i Catalogue of Life.